# U.S. Route 34 (Nebraska)
La U.S. Route 34 o Ruta Federal 34 (abreviada US 34) es una autopista federal ubicada en el estado de Nebraska. La autopista inicia en el Oeste desde la US 26  en Mitchell hacia el Este en la US 34  en la línea del Estado de Iowa. La autopista tiene una longitud de 615,7 km (382.57 mi).

## Mantenimiento
Al igual que las carreteras estatales, las carreteras interestatales, y el resto de rutas federales, la U.S. Route 34 es administrada y mantenida por el Departamento de Carreteras de Nebraska por sus siglas en inglés NDOR.

## Cruces
La U.S. Route 34 es atravesada principalmente por la  US 6  entre Culbertson y Hastings
 US 83  in McCook
 US 283  en Arapahoe
 US 136  cerca Edison
 US 183  en Holdrege
 US 281  entre Hastings y Grand Island
 I 80  cerca Grand Island
 US 81  en York
 I 80  US 77  en Lincoln
 US 75  entre Union y Plattsmouth .